# Luxensart
Luxensart est un hameau du village de Petit-Rœulx-lez-Nivelles, à la frontière entre le Hainaut et le Brabant wallon, en Belgique. Bien que proche de la ville de Nivelles (en Brabant wallon) il fait administrativement partie de la commune de Seneffe, dans le Hainaut (Région wallonne de Belgique).
C’est immédiatement au nord de Luxensart que se trouve la sortie 20 de l’autoroute A 54, allant de Bruxelles à Charleroi. Le hameau s’étend le long d’une rue (la ‘rue de Luxensart’) qui est quasi parallèle au tracé de l’autoroute.